# Jasień, Voivodato de Gran Polonia
Jasień [ˈjaɕeɲ] (en alemán: Jasin) es un pueblo ubicado en el distrito administrativo de Gmina Czempiń, dentro del distrito de Kościan, Voivodato de Gran Polonia, en el oeste de Polonia central. Se encuentra aproximadamente a 6 kilómetros al suroeste de Czempiń, a 8 kilómetros al noreste de Kościan, y a 33 kilómetros al suroeste de la capital regional Poznan.